# Primorskoïe-Novoïe
 (novembre 2016).
Si vous disposez d'ouvrages ou d'articles de référence ou si vous connaissez des sites web de qualité traitant du thème abordé ici, merci de compléter l'article en donnant les références utiles à sa vérifiabilité et en les liant à la section « Notes et références ».
Primorskoïe-Novoïe (jusqu'en 1946 : Wolittnick) est un village de Russie baltique (oblast de Kaliningrad) du raïon de Bagrationovsk (anciennement : Eylau) au bord de la lagune de la Vistule, à 36 km au sud-ouest de Kaliningrad (anciennement : Königsberg). Il appartient à la commune de Piatidorojnoïe (anciennement : Bladiau)

## Historique
Un domaine agricole (Vorwerk) dépendant des terres seigneuriales de Weßlienen (aujourd'hui: Kountsevo) se trouvait à cet endroit du nom de Wolittnick. Il est en possession du propriétaire terrien Karl Passarge en 1820 qui y construit un manoir en 1832. Le domaine est ensuite en possession de la famille Hermann, puis de la famille Koh et enfin de la famille von Schichau. Ce n'est que petit à petit qu'un village agricole se construit autour des bâtiments de l'exploitation. Il y a 161 habitants en 1910, 172 habitants en 1933 et 225 habitants en 1939.
Le village domanial (Gutsbezirk) appartenait avant mars 1945 à l'arrondissement d'Heiligenbeil du district de Königsberg dans la province de Prusse-Orientale. Le village domanial de Stuthenen, au sud-est de Wolittnick, fusionne en 1929 avec ce dernier, lorsque les domaines seigneuriaux sont abolis. Il a aujourd'hui disparu. Les villages de Bolbitten (de) et de Partheinen (de) furent aussi regroupés avec le village de Wolittnick. Ils ont été totalement détruits en 1945.

## Démographie
Recensements et estimations de la population,:
| 2002* | 2010* | - |
| ----- | ----- | - |
| 37    | 32    | - |